# Pixel Buds
Les Pixel Buds sont des écouteurs sans-fil conçus et distribués par Google. Ils ont été présentés au public le 4 octobre 2017 lors de sa conférence « Made By Google », et tout de suite mis en pré-commande sur Google Store (en). Ces écouteurs intelligents sont équipés de Google Assistant, l'assistant personnel intelligent développé par Google, ce qui permet de traduire les conversations en direct, en plus d'autres fonctionnalités standards telles que les recherches sur le web, indiquer un parcours ou lire les mails.

## Autonomie
Les Pixel Buds sont des écouteurs Bluetooth, ils ne sont pas reliés par un câble au smartphone. Ils disposent de cinq heures d'autonomie, et leur boîte de rangement est équipée d'une batterie de recharge offrant une autonomie cumulée de 24 heures.

## Mise en vente
Tout comme le smartphone Pixel 2, les Pixel Buds n'ont été pas distribués en France le jour de leur sortie. Ils ont néanmoins été mis à la vente sur le marché français avec la sortie du Pixel 3 à l'automne 2019

## Caractéristiques techniques
Les Pixel Buds sont des écouteurs Bluetooth et le smartphone Pixel 2 ne dispose pas de prise Jack. Sur le côté de l'écouteur Pixel Bud droit se trouve une surface tactile sur laquelle on appuie pour déclencher Google Assistant.